# Tensbüttel-Röst
Tensbüttel-Röst er en by og kommune i det nordlige Tyskland, beliggende i Amt Mitteldithmarschen i den centrale del af Kreis Dithmarschen. Kreis Dithmarschen ligger i den sydvestlige del af delstaten Slesvig-Holsten.

## Geografi
I kommunen ligger ud over landsbyerne Tensbüttel og Röst, også bebyggelserne Ganzenbek, Lichtenhof og Oldörpen. Mod øst i kommunen går Bundesautobahn 23, og danner på en strækning kommunens østgrænse.